# 도급
도급(都給)은 어떤 일의 완성을 부탁받은 자(수급인)가 일을 하기로 약정하고, 부탁한 자(도급인)가 그 일이 완성되면 보수(報酬)를 지급할 것을 약정함으로써 성립하는 계약(대한민국 민법 제664조)이다. 도급계약은 쌍무계약, 유상계약에 속한다. 고용과 같이 노무의 제공 그 자체를 목적으로 하지 않고 노무를 가지고 어떤 일을 완성하는 것을 내용으로 하는 점에 특징이 있다. 이와 같이 도급은 노무공급계약의 일종이나, 일정한 일을 완성하는 것이 본질적인 내용이다. :424 그러므로 도급계약은 일정한 일의 완성을 내용으로 하는 점에서, 일정한 일 그 자체의 수행을 내용으로 하는 고용계약과 구별된다. :424  구민법에서는 도급을 일본민법과 동일한 용어인 청부(請負)라고 하였다.(구 민법 제632조) 도급계약에 의하여 수급인이 이행하여야 할 일은, 수급인의 노무에 의하여 생기게 되는 결과를 말하며, 이에는 유형적인 결과도 있고, 무형적인 결과도 있다. :424 토목공사나 건축의 경우가 보통인데, 치과의나 정형외과의(整形外科醫)의 수술이나 운송의 계약 등도 도급이다. 도급은 노무의 결과인 일의 완성을 목적으로 하는 것이므로 일은 반드시 수급인 자신이 할 필요는 없으며 금지의 특약이 없는 한 수급인은 다시 그 일을 제3자에게 도급할 수 있다. 이것을 하도급(下都給：下請)이라고 한다. 도급제도는 중소 건축업으로부터 토건(土建)·조선(造船) 등의 기업에 걸쳐서 광범하게 사회적 기능을 달성하고 있는데, 특히 토건업(土建業)의 도급관계는 노동관계의 근대화를 방해하고(下都給에 대한 중간착취), 또 수급인의 기술적 무능이나 해태(懈怠)가 도급인뿐만 아니라 일반공중의 안전에 관계가 깊다(건물의 안전확보, 漏電화재의 방지의 필요). 따라서 하도급관계에서 특별법인 '하도급거래공정화에 관한 법률'에 의해 중간착취의 배제(근기 8조)나 건설업법에 의한 도급의 통제시책(統制施策：건설업자의 면허제, 건설공사의 계약방식의 규제, 기술자의 수준확보의 조치 등)이 취하여지고 있다. 도급 계약에 의하여도 대리권이 발생할 수 있다. 상법 상의 운송계약이나 해상운송계약의 법적 성질은 도급계약의 일종이다.
건설산업기본법에서는 도급을 “원도급, 하도급, 위탁 등 명칭에 관계없이 건설공사를 완성할 것을 약정하고, 상대방이 그 공사의 결과에 대하여 대가를 지급할 것을 약정하는 계약”이라고 정의한다. 건설산업기본법에는 건설공사 도급계약과 하도급계약의 무효, 해지권 등을 규정하고 있으므로, 일정 부분은 사법(私法)으로서의 효력도 지닌다.

## 위임, 고용, 도급
민법에 노무공급계약은 위임, 고용, 도급 세가지 계약 뿐이다. 변호사를 장기간 계속적으로 부하직원으로 두는 것은 고용계약이다. 그런데 특정한 소송대리나 법률자문을 위한 1회성 변호사선임 계약의 법적성질이 무엇인가에 대해, 한국과 독일은 견해를 달리한다. 독일은 이를 도급계약으로 보는데 비해, 한국은 유상위임계약이라고 본다.
로마법 이래 전세계의 위임계약은 모두 무상계약이며, 유상으로 위임하는 경우는 1회성 도급이 아니면 장기간 고용으로 본다. 즉, 위임계약은 반드시 보수가 없다. 보수가 있는 노무공급계약은 1회성 도급과 계속적 고용 둘 뿐이다. 독일 민법도 역시 위임계약은 유상이 불가능하다.
그러나, 한국은 위임계약이 유상계약일 수도 있다고 규정하여, 도급인지 유상위임인지에 대해 다른 국가들과 다른 결론을 내고 있다. 이발소, 미용실의 1회적 이용계약의 경우도 이와 마찬가지어서, 독일은 당연히 도급계약으로 본다. 반면에, 한국은 유상위임계약인지 도급계약인지 혼선이 있다. 물론 미용사를 부하직원으로 장기간 계속적으로 사용하는 계약은 고용계약이다.

## 매매와 도급
노무공급계약이 아니라 제조물공급계약인 경우, 수공업자가 물건을 만들어서 주문자에게 판매하는 것이 도급계약인가 아니면 단순한 제조물의 매매계약인가에 대해 견해가 대립한다. 곽윤직 교수는 대체물일 경우에는 매매계약, 부대체물일 경우에는 도급계약으로 보는 것이 타당하다고 주장한다.
국제사법재판소 규정 제38조에도 명시되어 있지만, 국회제정법률, 관습법, 판례법, 통설이나 다수설로 된 학설법이 없는 경우에는 국내의 최고 권위의 법학자 1인의 견해가 학설법으로 인정된다. 아직 많은 사례가 재판된 적이 없어서, 그 쟁점에 대한 법률전문가들의 판단이 전혀 없거나 거의 없는 경우, 국내 최고 권위의 법학자의 법률자문이 가장 설득력이 있어서 사실상 법률, 즉 연성법(soft law)적인 효과가 있다는 것이다. 지금은 퇴직한 지 오래된 곽윤직 교수는 한국 최고의 민법학자로 인정받고 있다.
그러나, 국제 물품 매매 계약에 관한 국제 연합 협약(CISG)에서는 이를 모두 매매계약이라고 규정하고 있다. CISG가 부동산, 항공기 등은 적용이 제외되고, 국내거래인 경우에는 모두 다 제외되는 등, 적용범위가 포괄적이지는 않지만, 규범의 기준이 될 수 있는 다자조약이기 때문에, 적용범위 이외의 거래에서도 참고가 될 수 있다.
선박건조계약의 경우, 영국과 미국은 매매계약이라고 보는데 비해, 한국과 독일은 매매계약과 도급계약의 혼합계약이라고 본다. 선박은 항공기, 자동차와 함께 법률상 부동산으로 취급되는 동산이다.

## 도급인
도급인(都給人)은 도급계약에서 일을 부탁하는 쪽의 당사자이다. 도급인은 수급인에 대하여 일의 완성을 청구할 수 있는 외에 일의 목적물에 하자가 있을 때에는 그 보수청구·손해배상청구·계약해제를 할 수가 있다. 도급인은 수급인의 일에 대하여 보수(도급대금)를 지급하여야 하는데 그 시기는 특약이 있으면 그것에 따르고 특약이 없는 경우는 일의 완성 후(목적물의 인도를 필요로 할 때는 인도와 동시) 즉 후급(後給)이다(664조, 665조). 도급인은 수급인이 작업 중에 제3자에게 가한 손해에 관하여는 책임을 부담하지 않는 것이 원칙이지만 도급 또는 지시(指示)에 관하여 도급인에게 과실이 있을 때에는 책임을 부담하게 된다(757조). 또한 도급인이 제공한 재료 또는 지시에 기인하여 일의 목적물에 하자가 생긴 경우에는 수급인의 담보책임은 생기지 않는다(669조).

### 도급의 해제
도급은 채무 불이행을 이유로 하는 해제 외에 도급인은 수급인이 일을 완성하기 전에는 언제나 손해를 배상하고 계약을 해제할 수 있다(673조). 도급계약은 도급인의 의사에 따라 일의 완성을 목적으로 하는 것으로, 도급인의 의사에 반하여 이것을 계속시킬 필요는 없으며 다만 그 해제로 인하여 수급인에게 부당한 손해만 입히지 않으면 된다는 생각으로 사정의 변경에 의하여 도급인이 일의 완성의 필요가 없게 된 경우를 고려한 편의적(便宜的)인 해제이다. 이 밖에 도급인은 일의 목적물에 중대한 하자가 있기 때문에 계약을 한 목적을 달성할 수 없는 경우에는 해제할 수가 있으며(668조), 또 도급인이 파산한 경우는 수급인 또는 파산관재인은 계약을 해제할 수 있게 되어 있다(674조).

## 판례

### 건물 건축도급계약에 의하여 신축된 건물 소유권의 귀속관계
- 일반적으로 자기의 노력과 재료를 들여 건물을 건축한 사람은 그 건물의 소유권을 원시취득하는 것이고, 다만 도급계약에 있어서는 수급인이 자기의 노력과 재료를 들여 건물을 완성하더라도 도급인과 수급인 사이에 도급인 명의로 건축허가를 받아 소유권보존등기를 하기로 하는 등 완성된 건물의 소유권을 도급인에게 귀속시키기로 합의한 것으로 보일 경우에는 그 건물의 소유권은 도급인에게 원시적으로 귀속된다[7].
- 건축공사도급계약에 있어서는 공사 도중에 계약이 해제되어 미완성 부분이 있는 경우라도 그 공사가 상당한 정도로 진척되어 원상회복이 중대한 사회적·경제적 손실을 초래하게 되고 완성된 부분이 도급인에게 이익이 되는 때에는 도급계약은 미완성 부분에 대해서만 실효되어 수급인은 해제된 상태 그대로 그 건물을 도급인에게 인도하고, 도급인은 그 건물의 기성고 등을 참작하여 인도받은 건물에 대하여 상당한 보수를 지급하여야 할 의무가 있다[8].
- 일반적으로 건물 신축 도급계약에 있어서 수급인이 신축한 건물에 하자가 있는 경우에, 이로 인하여 도급인이 받은 정신적 고통은 하자가 보수되거나 하자보수에 갈음한 손해배상이 이루어짐으로써 회복된다고 봄이 상당하고, 도급인이 하자의 보수나 손해배상만으로는 회복될 수 없는 정신적 고통을 입었다면 이는 특별한 사정으로 인한 손해로서 수급인이 이와 같은 사정을 알았거나 알 수 있었을 경우에 한하여 정신적 고통에 대한 위자료를 인정할 수 있다[9].
- 수급인의 하자담보책임에 관한 민법 제667조는 법이 특별히 인정한 무과실책임으로서 여기에 민법 제396조의 과실상계 규정이 준용될 수는 없다 하더라도 담보책임이 민법의 지도이념인 공평의 원칙에 입각한 것인 이상 하자발생 및 그 확대에 가공한 도급인의 잘못을 참작하여 손해배상의 범위를 정함이 상당하다[10].
- 하자가 중요하지 아니하면서 동시에 그 보수에 과다한 비용을 요하는 경우에는 도급인은 하자보수나 하자보수에 갈음하는 손해배상을 청구할 수 없고 그 하자로 인하여 입은 손해의 배상만을 청구할 수 있는데, 이러한 경우 그 하자로 인하여 입은 통상의 손해는 특별한 사정이 없는 한 수급인이 하자 없이 시공하였을 경우의 목적물의 교환가치와 하자가 있는 현재 상태대로의 교환가치와의 차액이고, 한편 하자가 중요한 경우에는 그 보수에 갈음하는 즉 실제로 보수에 필요한 비용이 손해배상에 포함된다[11].

### 도급계약에서 계약보증금의 법적성질
- 도급계약에 그 도급계약을 계약보증한 보증서의 보증금액을 위약벌 내지 제재금이나 손해배상액의 예정으로 하는 특약이 없는 경우, 수급인의 채무불이행으로 인하여 도급계약이 해제되었다고 하여 곧 보증서의 계약보증금을 위약벌이나 손해배상예정액으로 보아 계약보증을 한 건설공제조합에 대하여 곧바로 그 보증금액의 전액을 청구할 수 없고 도급인은 수급인의 구체적인 손해배상채무의 존재와 그 채무액을 입증하여 그 범위 안에서 위 보증서의 보증금액을 청구할 수 있을 뿐이다.[12]
- 도급계약서 및 그 계약내용에 편입된 약관에 수급인의 귀책사유로 인하여 계약이 해제된 경우에는 계약보증금이 손해배상액의 예정인지 위약벌인지는 도급계약서 및 위 약관 등을 종합하여 구체적 사건에서 개별적으로 결정할 의사해석의 문제이다.[13]

### 공사도급계약에 있어서 반드시 수급인 자신이 직접 일을 완성해야 하는지 여부
공사도급계약에 있어서 당사자 사이에 특약이 있거나 일의 성질상 수급인 자신이 하지 않으면 채무의 본지에 따른 이행이 될 수 없다는 등의 특별한 사정이 없는 한 반드시 수급인 자신이 직접 일을 완성하여야 하는 것은 아니고, 이행보조자 또는 이행대행자를 사용하더라도 공사도급계약에서 정한 대로 공사를 이행하는 한 계약을 불이행하였다고 볼 수 없다. 수급인이 제3자를 이용하여 공사를 하더라도 공사약정에서 정한 내용대로 그 공사를 이행하는 한 공사약정을 불이행한 것이라고 볼 수 없으므로, 수급인이 그의 노력으로 제3자와의 사이에 공사에 관한 약속을 한 후 도급인에게 그 약속 사실을 알려주지 않았다고 하더라도 이를 도급인에 대한 기망행위라고 할 수 없다고 한 사례.

### 수급인이 건축한 건물의 소유권
- 수급인이 자기의 노력과 출재로 건축중이거나 완성한 건물의 소유권은 도급인과 수급인 사이의 특약에 의하여 달리 정하거나 기타 특별한 사정이 없는 한 도급인이 약정에 따른 건축공사비 등을 청산하여 소유권을 취득하기 이전에는 수급인의 소유에 속한다고 봄이 상당하다.[15]

- 일반적으로 자기의 노력과 재료를 들여 건물을 건축한 사람은 그 건물의 소유권을 원시취득하는 것이고, 다만 도급계약에 있어서는 수급인이 자기의 노력과 재료를 들여 건물을 완성하더라도 도급인과 수급인 사이에 도급인 명의로 건축허가를 받아 소유권보존등기를 하기로 하는 등 완성된 건물의 소유권을 도급인에게 귀속시키기로 합의한 것으로 보일 경우에는 그 건물의 소유권은 도급인에게 원시적으로 귀속된다.[16]

- 신축건물의 소유권을 원칙상 자기의 노력과 재료를 들여 이를 건축한 사람이 원시취득하는 것임은 물론이나, 건물신축도급계약에 있어서는 수급인이 자기의 노력과 재료를 들여 건물을 완성하더라도 도급인과 수급인 사이에 도급인 명의로 건축허가를 받아 소유권보존등기를 하기로 하는 등 완성된 건물의 소유권을 도급인에게 귀속시키기로 합의한 경우에는 그 건물의 소유권은 도급인에게 원시적으로 귀속되는바, 이때 신축건물이 집합건물로서 여러 사람이 공동으로 건축주가 되어 도급계약을 체결한 것이라면, 그 집합건물의 각 전유부분 소유권이 누구에게 원시적으로 귀속되느냐는 공동 건축주들의 약정에 따라야 한다.[17]

### 수급인의 하자담보책임
갑이 을의 주문에 따라서 갑 소유의 재료를 사용하여 특수하게 만든 자동차부품을 공급하고 을로부터 이를 수입하여 가는 외국의 병 외에는 이를 타에 매각처분하기가 불가능한 불대체물의 제작공급계약의 경우에는 당해 물건의 공급과 함께 그 제작이 계약의 주목적이 되어 도급의 성질을 띠게 되고 그와 같은 수급인의 하자담보책임은 무과실책임이므로 매매에 관한 민법 제580조 제1항 단서의 조항이 적용될 여지가 없다.

### 선급금 반환 의무
- 공사도급계약에 따라 주고받는 선급금은 일반적으로 구체적인 기성고와 관련하여 지급되는 것이 아니라 “전체 공사와 관련하여 지급되는” 공사대금의 일부이다. 도급인이 선급금을 지급한 후 도급계약이 해제되거나 해지된 경우에는 특별한 사정이 없는 한 별도의 상계 의사표시 없이 그때까지 기성고에 해당하는 공사대금 중 미지급액은 당연히 선급금으로 충당되고 공사대금이 남아 있으면 도급인은 그 금액에 한하여 지급의무가 있다. 거꾸로 선급금이 미지급공사대금에 충당되고 남는다면 수급인이 남은 선급금을 반환할 의무가 있다[19]